# Liste des cours d'eau du bassin du Saint-Maurice
Cette liste répertorie les principaux cours d'eau du bassin versant de la Rivière Saint-Maurice classés de la rive droite vers la rive gauche à partir de son embouchure sur l'estuaire du Saint-Laurent.
| Nom                              | Confluent                    | Rive   | Coordonnées confluent        | Longueur (km) | Source               | Coordonnées source           | Région                           |
| -------------------------------- | ---------------------------- | ------ | ---------------------------- | ------------- | -------------------- | ---------------------------- | -------------------------------- |
| Saint-Maurice, rivière           | Estuaire du Saint-Laurent    | Gauche | 46° 21′ 25″ N, 72° 32′ 03″ O | 563           | réservoir Gouin      | 48° 35′ 00″ N, 74° 50′ 00″ O | Mauricie                         |
| Bernier, rivière                 | Rivière Saint-Maurice        | Droite | 46° 30′ 38″ N, 72° 46′ 33″ O | 10            | Lac Martel           | 46° 33′ 22″ N, 72° 50′ 14″ O | Mauricie                         |
| Blanche, rivière                 | Rivière Bernier              | Droite | 46° 31′ 16″ N, 72° 47′ 34″ O | 12.4          | lac                  | 46° 33′ 42″ N, 72° 51′ 21″ O | Mauricie                         |
| Shawinigan, rivière              | Rivière Saint-Maurice        | Droite | 46° 32′ 18″ N, 72° 46′ 08″ O | 55            | lac Shawinigan       | 46° 40′ 43″ N, 73° 09′ 16″ O | Mauricie                         |
| Souris, rivière des              | Rivière Shawinigan           | Droite | 46° 36′ 11″ N, 72° 53′ 49″ O | 7.8           | lac des Souris       | 46° 35′ 00″ N, 72° 59′ 39″ O | Mauricie                         |
| Piles, rivière des               | Rivière Saint-Maurice        | Droite | 46° 40′ 50″ N, 72° 43′ 50″ O | 4             | lac des Piles        | 46° 37′ 59″ N, 72° 46′ 59″ O | Mauricie                         |
| Pêche, rivière à la              | Rivière Saint-Maurice        | Droite | 46° 45′ 03″ N, 72° 47′ 42″ O | 16            | lac Édouard          | 46° 44′ 39″ N, 72° 54′ 59″ O | Mauricie                         |
| Fou, ruisseau du                 | Rivière Saint-Maurice        | Droite | 46° 46′ 29″ N, 72° 48′ 03″ O |               | lac du Fou           | 46° 46′ 49″ N, 72° 52′ 57″ O | Mauricie                         |
| Matawin                          | Rivière Saint-Maurice        | Droite | 46° 54′ 11″ N, 72° 55′ 58″ O | 161           | lac Matawin          | 46° 48′ 47″ N, 74° 17′ 46″ O | Lanaudière Mauricie              |
| Anticagamac, rivière             | Rivière Matawin              | Droite | 46° 49′ 51″ N, 73° 07′ 51″ O | 11.2          | Lac Marcotte         | 46° 46′ 09″ N, 73° 09′ 39″ O | Mauricie                         |
| Bouteille, ruisseau de la        | Rivière Matawin              | Gauche | 46° 46′ 13″ N, 73° 40′ 38″ O | 6.3           | lac de la Bouteille  | 46° 42′ 19″ N, 73° 41′ 27″ O | Lanaudière                       |
| Ignace, ruisseau                 | Rivière Matawin              | Gauche | 46° 41′ 39″ N, 73° 44′ 48″ O | 14.4          | lac Civille          | 46° 39′ 01″ N, 73° 37′ 43″ O | Lanaudière                       |
| Sauvage, rivière                 | Rivière Matawin              | Gauche | 46° 40′ 17″ N, 73° 54′ 11″ O | 33.2          | lac Sawin            | 46° 31′ 58″ N, 73° 54′ 21″ O | Laurentides                      |
| Matawin Ouest, rivière           | Rivière Matawin              | Gauche | 46° 38′ 23″ N, 74° 19′ 42″ O | 16.1          | lac Mosquic          | 46° 38′ 42″ N, 74° 27′ 43″ O | Lanaudière                       |
| Milieu, rivière du               | Rivière Matawin              | Gauche | 46° 46′ 47″ N, 73° 55′ 42″ O | 62.5          | lac Hastel           | 47° 05′ 37″ N, 74° 16′ 25″ O | Lanaudière                       |
| Boullé, rivière                  | Rivière du Milieu            | Gauche | 46° 55′ 10″ N, 74° 12′ 36″ O | 18            | lac Brebant          | 47° 03′ 25″ N, 74° 08′ 46″ O | Lanaudière                       |
| Poste, rivière du                | rivière Matawin              | Gauche | 46° 51′ 45″ N, 73° 53′ 46″ O | 16.44         | lac Devenyns         | 47° 05′ 02″ N, 73° 50′ 24″ O | Mauricie                         |
| Cenelles, rivière aux            | Rivière Matawin              | Gauche | 46° 53′ 05″ N, 73° 39′ 58″ O | 18            | Lac                  | 46° 57′ 38″ N, 73° 45′ 14″ O | Lanaudière                       |
| Lachance, rivière                | Rivière Matawin              | Gauche | 46° 54′ 41″ N, 73° 30′ 00″ O |               | Lac                  | 47° 02′ 34″ N, 73° 39′ 22″ O | Mauricie                         |
| Chienne, rivière à la            | Rivière Matawin              | Gauche | 46° 53′ 24″ N, 73° 25′ 18″ O |               | lac à la Chienne     | 47° 01′ 05″ N, 73° 30′ 48″ O | Mauricie                         |
| Aigles, rivière des              | Rivière Matawin              | Gauche | 46° 52′ 58″ N, 73° 16′ 37″ O | 26.1          | lac des Aigles       | 47° 01′ 33″ N, 73° 26′ 39″ O | Mauricie                         |
| Courbé, ruisseau                 | Rivière Matawin              | Gauche | 46° 53′ 19″ N, 73° 16′ 02″ O | 18.41         | lac Savane           | 47° 01′ 11″ N, 73° 19′ 53″ O | Mauricie                         |
| Castor Noir, ruisseau            | Rivière Matawin              | Gauche | 46° 53′ 26″ N, 73° 04′ 29″ O | 29.6          | lac Doris            | 47° 03′ 06″ N, 73° 18′ 52″ O | Mauricie                         |
| Bêtes Puantes, rivière des       | Rivière Saint-Maurice        | Droite | 46° 57′ 46″ N, 72° 54′ 32″ O | 20.1          | Ruisseau             | 46° 57′ 46″ N, 72° 54′ 32″ O | Mauricie                         |
| Wessonneau, rivière              | Rivière Saint-Maurice        | Droite | 47° 12′ 46″ N, 72° 53′ 59″ O |               | lac Travers          | 47° 09′ 54″ N, 73° 19′ 00″ O | Mauricie                         |
| Wessonneau Nord, rivière         | Rivière Wessonneau           | Droite | 47° 11′ 01″ N, 72° 59′ 03″ O | 45.2          | lac Dargis           | 47° 16′ 41″ N, 73° 19′ 31″ O | Mauricie                         |
| Wessonneau du Milieu, rivière    | Rivière Wessonneau Nord      | Droite | 47° 12′ 18″ N, 73° 01′ 47″ O | 39.1          | lac Utikuma          | 47° 16′ 01″ N, 73° 23′ 08″ O | Mauricie                         |
| Wessonneau Sud, rivière          | Rivière Wessonneau du Milieu | Gauche | 47° 10′ 40″ N, 73° 04′ 31″ O | 11.5          | lac de la Longue-Vue | 47° 05′ 58″ N, 73° 07′ 10″ O | Mauricie                         |
| Rats, rivière aux                | Rivière Saint-Maurice        | Droite | 47° 13′ 12″ N, 72° 53′ 26″ O | 53.5          | lac aux Rats         | 47° 29′ 12″ N, 73° 09′ 14″ O | Mauricie                         |
| Petite rivière aux Rats          | Rivière aux Rats             | Droite | 47° 26′ 47″ N, 73° 12′ 10″ O | 16.1          | lac Alphida          | 48° 14′ 34″ N, 73° 30′ 09″ O | Mauricie                         |
| Deveriche, ruisseau              | Rivière Saint-Maurice        | Droite | 47° 24′ 40″ N, 72° 48′ 27″ O | 3.1           | lac Turcotte         | 47° 22′ 35″ N, 72° 55′ 50″ O | Mauricie                         |
| Lait, rivière au                 | Rivière Saint-Maurice        | Droite | 47° 30′ 31″ N, 72° 47′ 40″ O | 17.3          | lac au Lait          | 47° 30′ 28″ N, 72° 58′ 07″ O | Mauricie                         |
| Ludger-Noël, ruisseau à          | Rivière Saint-Maurice        | Droite | 47° 38′ 16″ N, 72° 56′ 11″ O | 8.9           | lac à Ludger-Noël    | 47° 34′ 15″ N, 72° 59′ 37″ O | Mauricie                         |
| Vermillon, rivière               | Rivière Saint-Maurice        | Droite | 47° 38′ 43″ N, 72° 56′ 41″ O | 160           | lac Launay           | 47° 15′ 40″ N, 74° 06′ 44″ O | Lanaudière Mauricie              |
| Livernois, rivière               | Rivière Vermillon            | Droite | 47° 18′ 08″ N, 73° 28′ 36″ O | 31.7          | lac Normand          | 47° 04′ 38″ N, 73° 13′ 49″ O | Mauricie                         |
| Chapeau de Paille, ruisseau du   | Rivière Livernois            | Gauche | 47° 12′ 24″ N, 73° 24′ 31″ O | 18.65         | lac Lucille          | 47° 11′ 28″ N, 73° 35′ 46″ O | Mauricie                         |
| Picard, rivière                  | Rivière Vermillon            | Droite | 47° 16′ 30″ N, 73° 35′ 40″ O |               | lac Bréhaut          | 47° 07′ 50″ N, 73° 35′ 51″ O | Mauricie                         |
| Savane, rivière de la            | Rivière Vermillon            | Droite | 47° 12′ 28″ N, 73° 47′ 41″ O | 14.5          | lac Robert           | 47° 02′ 59″ N, 73° 37′ 19″ O | Mauricie                         |
| Goulet, rivière                  | Rivière Vermillon            | Gauche | 47° 19′ 31″ N, 73° 44′ 20″ O | 38.8          | lac Gingras          | 47° 35′ 02″ N, 73° 44′ 41″ O | Mauricie                         |
| Coucoucache, ruisseau            | Rivière Vermillon            | Gauche | 47° 34′ 13″ N, 73° 11′ 15″ O | 8.8           | lac Cloutier         | 47° 40′ 15″ N, 73° 12′ 18″ O | Mauricie                         |
| Prairies, rivière des            | Rivière Vermillon            | Gauche | 47° 40′ 41″ N, 73° 02′ 43″ O | 8.4           | Ruisseau             | 47° 43′ 57″ N, 73° 03′ 27″ O | Mauricie                         |
| Flamand, rivière                 | Rivière Saint-Maurice        | Droite | 47° 42′ 27″ N, 73° 18′ 43″ O | 55            | lac Yvonne           | 47° 29′ 34″ N, 73° 36′ 44″ O | Mauricie                         |
| Flamand Ouest, rivière           | Rivière Flamand              | Gauche | 47° 35′ 29″ N, 73° 23′ 43″ O | 30.1          | lac Frémont          | 47° 39′ 27″ N, 73° 39′ 43″ O | Mauricie                         |
| Petite rivière Flamand           | Rivière Saint-Maurice        | Droite | 47° 48′ 14″ N, 73° 24′ 37″ O |               | Lac de la Tête       | 47° 48′ 27″ N, 73° 43′ 44″ O | Mauricie                         |
| Manouane, rivière                | Rivière Saint-Maurice        | Droite | 47° 53′ 48″ N, 73° 48′ 22″ O | 76.5          | lac Kempt            | 47° 26′ 17″ N, 74° 16′ 45″ O | Mauricie                         |
| Wemotaci, rivière                | Rivière Manouane             | Droite | 47° 52′ 16″ N, 73° 08′ 26″ O |               | Lac                  | 47° 52′ 16″ N, 73° 49′ 59″ O | Mauricie                         |
| Canatagami, rivière              | Rivière Manouane             | Droite | 47° 46′ 00″ N, 73° 52′ 28″ O | 19.7          | Lac                  | 47° 40′ 18″ N, 73° 45′ 31″ O | Mauricie                         |
| Mondonac, rivière                | Rivière Manouane             | Droite | 47° 34′ 13″ N, 73° 58′ 32″ O |               | lac Mondonac         | 47° 24′ 17″ N, 73° 58′ 04″ O | Mauricie                         |
| Morialice, rivière               | Rivière Manouane             | Droite | 47° 22′ 42″ N, 74° 10′ 58″ O | 16.8          | lac Morialice        | 47° 14′ 03″ N, 74° 16′ 57″ O | Lanaudière                       |
| Alexandrie, rivière              | Rivière Manouane             | Droite | 47° 11′ 05″ N, 74° 18′ 18″ O | 20            | lac Olive            | 47° 07′ 32″ N, 74° 11′ 14″ O | Lanaudière                       |
| Métabeskéga, rivière             | Rivière Manouane             | Droite | 47° 11′ 47″ N, 74° 21′ 15″ O | 19.3          | Lac                  | 47° 05′ 29″ N, 74° 27′ 16″ O | Lanaudière                       |
| Paconsigane, rivière             | Rivière Manouane             | Droite | 47° 32′ 51″ N, 74° 19′ 13″ O | 25.6          | Lac                  | 47° 43′ 48″ N, 74° 23′ 14″ O | Lanaudière Mauricie              |
| Sarto, rivière                   | Rivière Manouane             | Gauche | 47° 38′ 19″ N, 74° 08′ 49″ O | 33.3          | lac Black            | 47° 48′ 21″ N, 74° 16′ 56″ O | Mauricie                         |
| Atimw, rivière                   | Rivière Manouane             | Gauche | 47° 37′ 55″ N, 74° 07′ 59″ O | 29.3          | lac Philip           | 47° 49′ 57″ N, 74° 06′ 05″ O | Mauricie                         |
| Sèche, rivière                   | Rivière Atimw                | Droite | 47° 40′ 53″ N, 74° 06′ 54″ O | 27            | lac Black            | 47° 48′ 21″ N, 74° 16′ 56″ O | Mauricie                         |
| Kekeo, rivière                   | Rivière Manouane             | Gauche | 47° 41′ 08″ N, 73° 58′ 00″ O | 0.3           | lac Touridi          | 47° 41′ 04″ N, 73° 59′ 24″ O | Mauricie                         |
| Caginecti, rivière               | Rivière Manouane             | Gauche | 47° 45′ 08″ N, 73° 54′ 24″ O | 25            | Lac                  | 47° 47′ 54″ N, 74° 03′ 28″ O | Mauricie                         |
| La Tuque, ruisseau               | Rivière Manouane             | Gauche | 47° 47′ 59″ N, 73° 53′ 05″ O | 49.9          | lac La Tuque         | 47° 30′ N, 73° 40′ O         | Mauricie                         |
| Ruban, rivière                   | Rivière Manouane             | Gauche | 47° 52′ 59″ N, 73° 48′ 50″ O | 16.5          | lac Ruban            | 47° 57′ 35″ N, 74° 25′ 11″ O | Mauricie                         |
| Drouin, rivière                  | Rivière Ruban                | Droite | 47° 49′ 16″ N, 74° 20′ 29″ O | 11.1          | lac Drouin           | 47° 44′ 06″ N, 74° 24′ 57″ O | Mauricie                         |
| Pichoui, rivière                 | Rivière Ruban                | Gauche | 47° 53′ 30″ N, 74° 15′ 11″ O |               | lac Ayer             | 47° 56′ 13″ N, 74° 18′ 27″ O | Mauricie                         |
| Blanche, rivière                 | Rivière Ruban                | Gauche | 47° 55′ 50″ N, 74° 06′ 05″ O | 22.7          | lac Ellwood          | 48° 02′ 59″ N, 74° 09′ 28″ O | Mauricie                         |
| Najoua, rivière                  | Rivière Saint-Maurice        | Droite | 48° 03′ 03″ N, 73° 49′ 13″ O | 45.2          | lac Najoua           | 48° 06′ 28″ N, 74° 04′ 50″ O | Mauricie                         |
| Petit Rocher,rivière du          | Rivière Saint-Maurice        | Droite | 48° 35′ 07″ N, 75° 08′ 24″ O |               | lac de la Tête       | 48° 27′ 25″ N, 73° 42′ 00″ O | Saguenay–Lac-Saint-Jean Mauricie |
| Mathieu, rivière                 | Rivière Saint-Maurice        | Gauche | 48° 44′ 57″ N, 74° 49′ 49″ O |               | lac Mathieu          | 48° 46′ 01″ N, 74° 48′ 13″ O | Mauricie                         |
| Wabano, rivière                  | Rivière Saint-Maurice        | Gauche | 48° 20′ 34″ N, 74° 02′ 30″ O | 100           | lac La Bruère        | 48° 34′ 28″ N, 73° 43′ 14″ O | Mauricie                         |
| Faguy, rivière                   | Rivière Wabano               | Droite | 48° 25′ 46″ N, 73° 58′ 37″ O | 33.1          | lac Moose            | 48° 35′ 10″ N, 74° 10′ 28″ O | Mauricie                         |
| Wabano Ouest, rivière            | Rivière Wabano               | Droite | 48° 35′ 02″ N, 73° 57′ 14″ O | 56.3          | lac Brown            | 48° 51′ 24″ N, 74° 03′ 28″ O | Saguenay–Lac-Saint-Jean Mauricie |
| Loup, rivière du                 | Rivière Wabano               | Droite | 48° 38′ 13″ N, 73° 56′ 15″ O | 46.5          | Lac                  | 48° 50′ 38″ N, 73° 41′ 26″ O | Saguenay–Lac-Saint-Jean          |
| Loup Ouest, rivière du           | Rivière du Loup              | Droite | 48° 41′ 40″ N, 73° 55′ 41″ O | 28.4          | lac Cazavet          | 48° 52′ 53″ N, 73° 55′ 38″ O | Saguenay–Lac-Saint-Jean          |
| Doré, rivière                    | Rivière Wabano               | Droite | 48° 38′ 44″ N, 73° 44′ 58″ O | 27.9          | Lac                  | 48° 38′ 11″ N, 73° 39′ 51″ O | Saguenay–Lac-Saint-Jean          |
| Cécile, rivière                  | Rivière Wabano               | Gauche | 48° 31′ 07″ N, 73° 56′ 37″ O | 25.1          | lac Cécile           | 48° 30′ 43″ N, 73° 49′ 16″ O | Mauricie                         |
| Jolie, rivière                   | Rivière Saint-Maurice        | Gauche | 48° 06′ 13″ N, 73° 45′ 58″ O | 37            | lac Polichinelle     | 48° 13′ 09″ N, 73° 36′ 01″ O | Mauricie                         |
| Windigo, rivière                 | Rivière Saint-Maurice        | Gauche | 47° 46′ 37″ N, 73° 19′ 21″ O | 100           | lac du Pimbina       | 48° 32′ 55″ N, 73° 31′ 55″ O | Saguenay–Lac-Saint-Jean Mauricie |
| Windigo Ouest, rivière           | Rivière Windigo              | Droite | 47° 54′ 26″ N, 73° 21′ 49″ O | 46.6          | lac du Relais        | 47° 54′ 16″ N, 72° 16′ 35″ O | Mauricie                         |
| Windigo Nord-Ouest, rivière      | Rivière Windigo              | Droite | 48° 28′ 04″ N, 73° 35′ 10″ O | 12.9          | lac Jamme            | 48° 28′ 32″ N, 73° 35′ 40″ O | Mauricie Saguenay–Lac-Saint-Jean |
| Cabeloga, rivière                | Rivière Windigo              | Gauche | 48° 17′ 02″ N, 73° 31′ 36″ O | 34.6          | lac aux Os           | 48° 31′ 55″ N, 73° 23′ 55″ O | Mauricie                         |
| Sauvages, Ruisseau des           | Rivière Saint-Maurice        | Gauche | 47° 46′ 30″ N, 73° 11′ 51″ O | 3.2           | Lac                  | 47° 48′ 08″ N, 73° 13′ 46″ O | Mauricie                         |
| Jolie, rivière                   | Rivière Saint-Maurice        | Gauche | 47° 47′ 46″ N, 73° 10′ 49″ O | 15.9          | lac Ken              | 47° 55′ 18″ N, 73° 09′ 29″ O | Mauricie                         |
| Jolie Ouest, rivière             | Rivière Jolie                | Droite | 47° 52′ 15″ N, 73° 10′ 45″ O | 11.7          | lac Helena           | 47° 51′ 23″ N, 73° 16′ 29″ O | Mauricie                         |
| Pierriche, rivière               | Rivière Saint-Maurice        | Gauche | 47° 50′ 06″ N, 73° 08′ 26″ O | 60            | lac Marie            | 48° 16′ 57″ N, 73° 04′ 27″ O | Mauricie                         |
| Pierriche Nord-Ouest, rivière    | Rivière Pierriche            | Gauche | 47° 59′ 05″ N, 73° 08′ 03″ O | 73.5          | Lac                  | 48° 23′ 27″ N, 73° 17′ 25″ O | Saguenay–Lac-Saint-Jean Mauricie |
| Chacola, rivière                 | Rivière Pierriche Nord-Ouest | Droite | 48° 00′ 16″ N, 73° 12′ 48″ O | 19            | lac Routhier         | 48° 00′ 16″ N, 73° 12′ 48″ O | Mauricie                         |
| Pierriche du Milieu, rivière     | Rivière Pierriche            | Droite | 48° 03′ 34″ N, 73° 08′ 58″ O | 23.5          | Lac                  | 48° 12′ 28″ N, 73° 11′ 03″ O | Saguenay–Lac-Saint-Jean Mauricie |
| Branche Nord-Est de la Pierriche | Rivière Pierriche            | Droite | 48° 05′ 41″ N, 73° 06′ 05″ O | 16.6          | Lac                  | 48° 12′ 19″ N, 73° 06′ 53″ O | Saguenay–Lac-Saint-Jean Mauricie |
| Petite rivière Pierriche         | Rivière Saint-Maurice        | Gauche | 47° 53′ 00″ N, 73° 02′ 08″ O | 33            | lac en Biseau        | 48° 05′ 33″ N, 73° 02′ 07″ O | Saguenay–Lac-Saint-Jean Mauricie |
| Trenche, rivière                 | Rivière Saint-Maurice        | Gauche | 47° 49′ 48″ N, 72° 51′ 42″ O | 150           | étang Gémil          | 48° 47′ 44″ N, 73° 23′ 36″ O | Saguenay–Lac-Saint-Jean Mauricie |
| Bonhomme, rivière                | Rivière Trenche              | Droite | 48° 14′ 54″ N, 72° 59′ 22″ O | 16.2          | lac Bonhomme         | 48° 12′ 34″ N, 72° 53′ 23″ O | Saguenay–Lac-Saint-Jean          |
| Trenche Sud, rivière             | Rivière Trenche              | Droite | 48° 28′ 16″ N, 73° 13′ 19″ O | 30.5          | Lac                  | 48° 29′ 52″ N, 73° 21′ 45″ O | Saguenay–Lac-Saint-Jean          |
| Trenche Est, rivière             | Rivière Trenche              | Gauche | 48° 16′ 06″ N, 72° 54′ 42″ O | 25.5          | lac Élie             | 48° 27′ 25″ N, 72° 55′ 04″ O | Saguenay–Lac-Saint-Jean          |
| Petite rivière Trenche Ouest     | Rivière Trenche Est          | Droite | 48° 17′ 38″ N, 72° 54′ 57″ O | 26.5          | lac Dejadon          | 48° 28′ 44″ N, 73° 02′ 54″ O | Saguenay–Lac-Saint-Jean          |
| Raimbault, rivière               | Rivière Trenche              | Gauche | 48° 15′ 09″ N, 72° 53′ 48″ O | 54.8          | lac Giroux           | 48° 39′ 32″ N, 73° 00′ 21″ O | Saguenay–Lac-Saint-Jean          |
| Eaux mortes, rivière aux         | Rivière Raimbault            | Gauche | 48° 25′ 56″ N, 72° 51′ 04″ O | 23.6          | lac Noble            | 48° 32′ 27″ N, 72° 52′ 26″ O | Saguenay–Lac-Saint-Jean          |
| Raimbault Est, rivière           | Rivière Raimbault            | Gauche | 48° 22′ 36″ N, 72° 49′ 12″ O | 13.4          | lac Malfait          | 48° 28′ 24″ N, 72° 46′ 43″ O | Saguenay–Lac-Saint-Jean          |
| Corne, rivière à la              | Rivière Trenche              | Gauche | 48° 10′ 15″ N, 72° 51′ 35″ O | 29            | lac du Canard        | 48° 22′ 29″ N, 72° 44′ 49″ O | Saguenay–Lac-Saint-Jean          |
| Mâle, rivière du                 | Rivière Trenche              | Gauche | 48° 07′ 08″ N, 72° 50′ 27″ O | 21.1          | lac Pôle Nord        | 48° 14′ 06″ N, 72° 44′ 27″ O | Saguenay–Lac-Saint-Jean          |
| Mâle Nord, rivière du            | Rivière du Mâle              | Droite | 48° 11′ 47″ N, 72° 47′ 46″ O | 6.2           | Ruisseau             | 48° 14′ 11″ N, 72° 47′ 17″ O | Saguenay–Lac-Saint-Jean          |
| Chaumonot, rivière               | Rivière Trenche              | Gauche | 47° 58′ 56″ N, 72° 42′ 10″ O | 26            | lac Saillant         | 48° 02′ 26″ N, 72° 47′ 47″ O | Saguenay–Lac-Saint-Jean Mauricie |
| Croche, rivière                  | Rivière Saint-Maurice        | Gauche | 47° 29′ 40″ N, 72° 46′ 29″ O | 160.7         | lac du Caribou       | 48° 24′ 27″ N, 72° 44′ 13″ O | Saguenay–Lac-Saint-Jean Mauricie |
| Patrick, rivière                 | Rivière Croche               | Gauche | 48° 02′ 32″ N, 72° 42′ 17″ O | 26            | lac Anthonine        | 48° 10′ 38″ N, 72° 33′ 04″ O | Saguenay–Lac-Saint-Jean          |
| Brûlé, rivière du                | Rivière Croche               | Gauche | 47° 58′ 56″ N, 72° 42′ 10″ O | 50.1          | lac du Brûlé         | 48° 10′ 06″ N, 72° 31′ 08″ O | Saguenay–Lac-Saint-Jean Mauricie |
| Petite rivière Croche            | Rivière Croche               | Gauche | 47° 53′ 15″ N, 72° 40′ 56″ O | 37.9          | lac Banane           | 48° 02′ 07″ N, 72° 27′ 15″ O | Mauricie                         |
| Petite rivière Croche Nord       | Petite rivière Croche        | Droite | 47° 56′ 08″ N, 72° 32′ 40″ O | 14.6          | lac                  | 48° 01′ 40″ N, 72° 28′ 02″ O | Mauricie                         |
| Bostonnais, rivière              | Rivière Saint-Maurice        | Gauche | 47° 27′ 34″ N, 72° 46′ 47″ O | 96            | lac Ventadour        | 47° 46′ 49″ N, 72° 03′ 52″ O | Mauricie                         |
| Borgia, rivière                  | Rivière Bostonnais           | Droite | 47° 48′ 18″ N, 72° 28′ 38″ O | 19.6          | lac de l'Écureuil    | 47° 58′ 07″ N, 72° 19′ 21″ O | Mauricie                         |
| Pequaquasoui, rivière            | Rivière Bostonnais           | Gauche | 47° 51′ 09″ N, 72° 12′ 13″ O | 15.4          | lac Baptiste         | 47° 45′ 54″ N, 72° 12′ 35″ O | Mauricie                         |
| Bostonnais, chenal               | Rivière Bostonnais           | Gauche | 47° 42′ 12″ N, 72° 30′ 04″ O | 17            | lac Devenys          | 47° 47′ 55″ N, 72° 26′ 03″ O | Mauricie                         |
| Stewart, rivière                 | Rivière Bostonnais           | Gauche | 47° 31′ 07″ N, 72° 40′ 59″ O | 12.5          | Lac Bourgeoys        | 47° 28′ 10″ N, 72° 36′ 02″ O | Mauricie                         |
| Petite rivière Bostonnais        | Rivière Saint-Maurice        | Gauche | 47° 22′ 41″ N, 72° 47′ 27″ O | 23.6          | Petit lac Wayagamac  | 47° 22′ 40″ N, 72° 31′ 38″ O | Mauricie                         |
| Fouet, rivière le                | Petite rivière Bostonnais    | Droite | 47° 23′ 35″ N, 72° 37′ 41″ O | 8.2           | lac Léopold          | 47° 26′ 16″ N, 72° 37′ 59″ O | Mauricie                         |
| Épervier, rivière                | Petite rivière Bostonnais    | Droite | 47° 22′ 59″ N, 72° 33′ 39″ O | 12.8          | lac Molson           | 47° 27′ 53″ N, 72° 31′ 05″ O | Mauricie                         |
| Mystérieuse, rivière             | Petite rivière Bostonnais    | Gauche | 47° 21′ 29″ N, 72° 31′ 10″ O | 4.9           | lac Mystérieux       | 47° 19′ 52″ N, 72° 29′ 55″ O | Mauricie                         |
| Grosbois, rivière                | Rivière Saint-Maurice        | Gauche | 47° 08′ 02″ N, 72° 53′ 30″ O | 9.6           | lac Lemère           | 47° 06′ 19″ N, 72° 47′ 25″ O | Mauricie                         |
| La Petite Rivière                | Rivière Saint-Maurice        | Gauche | 47° 04′ 41″ N, 72° 55′ 09″ O | 8.3           | lac Dawson           | 47° 04′ 08″ N, 72° 49′ 54″ O | Mauricie                         |
| Oiseau, ruisseau à l’            | Rivière Saint-Maurice        | Gauche | 46° 59′ 17″ N, 72° 54′ 44″ O | 10.4          | lac Dargis           | 47° 04′ 06″ N, 72° 53′ 00″ O | Mauricie                         |
| Caribou, rivière du              | Rivière Saint-Maurice        | Gauche | 46° 56′ 11″ N, 72° 54′ 00″ O | 6.8           | lac du Caribou       | 46° 56′ 15″ N, 72° 49′ 59″ O | Mauricie                         |
| Mékinac, rivière                 | Rivière Saint-Maurice        | Gauche | 46° 51′ 15″ N, 72° 45′ 56″ O | 26            | lac Mékinac          | 47° 03′ 43″ N, 72° 40′ 39″ O | Mauricie                         |
| Boucher, rivière                 | Rivière Mékinac              | Droite | 46° 53′ 42″ N, 72° 44′ 44″ O | 18.4          | lac Mékinac          | 47° 03′ 43″ N, 72° 40′ 39″ O | Mauricie                         |
| Milieu, rivière du               | Rivière Mékinac              | Gauche | 47° 05′ 20″ N, 72° 39′ 00″ O | 37.9          | lac Dusseau          | 47° 18′ 10″ N, 72° 28′ 51″ O | Mauricie                         |
| Brochets, rivière aux            | Rivière du milieu            | Droite | 47° 07′ 43″ N, 72° 36′ 55″ O | 28.5          | lac Traversy         | 47° 16′ 26″ N, 72° 40′ 56″ O | Mauricie                         |
| Bessonne, rivière                | Rivière du Milieu            | Droite | 47° 13′ 08″ N, 72° 34′ 55″ O | 18.3          | Ruisseau             | 47° 20′ 57″ N, 72° 34′ 37″ O | Mauricie                         |
| Eaux mortes, rivière aux         | Rivière du milieu            | Gauche | 47° 06′ 50″ N, 72° 37′ 05″ O | 41.6          | lac Desrochers       | 47° 15′ 02″ N, 72° 28′ 44″ O | Capitale-Nationale Mauricie      |
| Noire, rivière                   | Rivière Saint-Maurice        | Gauche | 46° 37′ 55″ N, 72° 39′ 46″ O | 7.8           | Marais               | 46° 41′ 04″ N, 72° 37′ 25″ O | Mauricie                         |